# Panama Papers (film)
Panama Papers (The Laundromat) è un film del 2019 diretto da Steven Soderbergh e scritto da Scott Z. Burns.
È basato sul libro Secrecy World: Inside the Panama Papers Investigation of Illicit Money Networks and the Global Elite del giornalista Jake Bernstein, sullo scandalo dei Panama Papers. Fanno parte del cast principale Meryl Streep, Gary Oldman e Antonio Banderas.

## Trama
A seguito di un tragico naufragio, dove perderanno la vita una ventina di turisti, mentre era in crociera sul Lake George, la vedova Ellen Martin, che ha perso il marito nell'incidente, inizia ad indagare su una frode assicurativa che la conduce ad uno studio legale di Panama, gestito dai soci in affari Jürgen Mossack e Ramón Fonseca. Presto scoprirà che il suo caso è solo una piccola parte di milioni di file che contengono informazioni su società offshore impegnate in attività di riciclaggio. 

## Promozione
Il primo trailer della pellicola è stato diffuso online il 28 agosto 2019.

## Distribuzione
Il film è stato presentato in anteprima il 1º settembre 2019 in concorso alla 76ª Mostra internazionale d'arte cinematografica di Venezia. Verrà inoltre proiettato al Toronto International Film Festival e al Festival internazionale del cinema di San Sebastián.
È stato distribuito nelle sale cinematografiche statunitensi a partire dal 27 settembre dello stesso anno, per poi essere pubblicato da Netflix sulla propria piattaforma di streaming il 18 ottobre.

## Accoglienza
Su Rotten Tomatoes, il film ha un'approvazione del 41% sulla base di 177 recensioni, con una valutazione media di 5,4/10. Sulla base di 37 critici su Metacritic, il punteggio medio ponderato del film è di 57 su 100, indicando "recensioni miste o medie".

## Riconoscimenti
- 2019 - Festival di Venezia
  - In competizione per il Leone d'oro al miglior film